# Фредериксберг (город)
Фредериксберг (дат. Frederiksberg) — город в области Ховедстаден Дании, является пятым по численности населения городом Дании после Копенгагена, Орхуса, Оденсе и Ольборга (по данным за 2009 год население Фредериксберга составляет 95 029 человек). Своё название Фредериксберг получил от одноимённого дворца, построенного в начале XVIII века. Фредериксберг является предместьем Копенгагена и долгое время рассматривался как неотделимая часть столицы.

## История

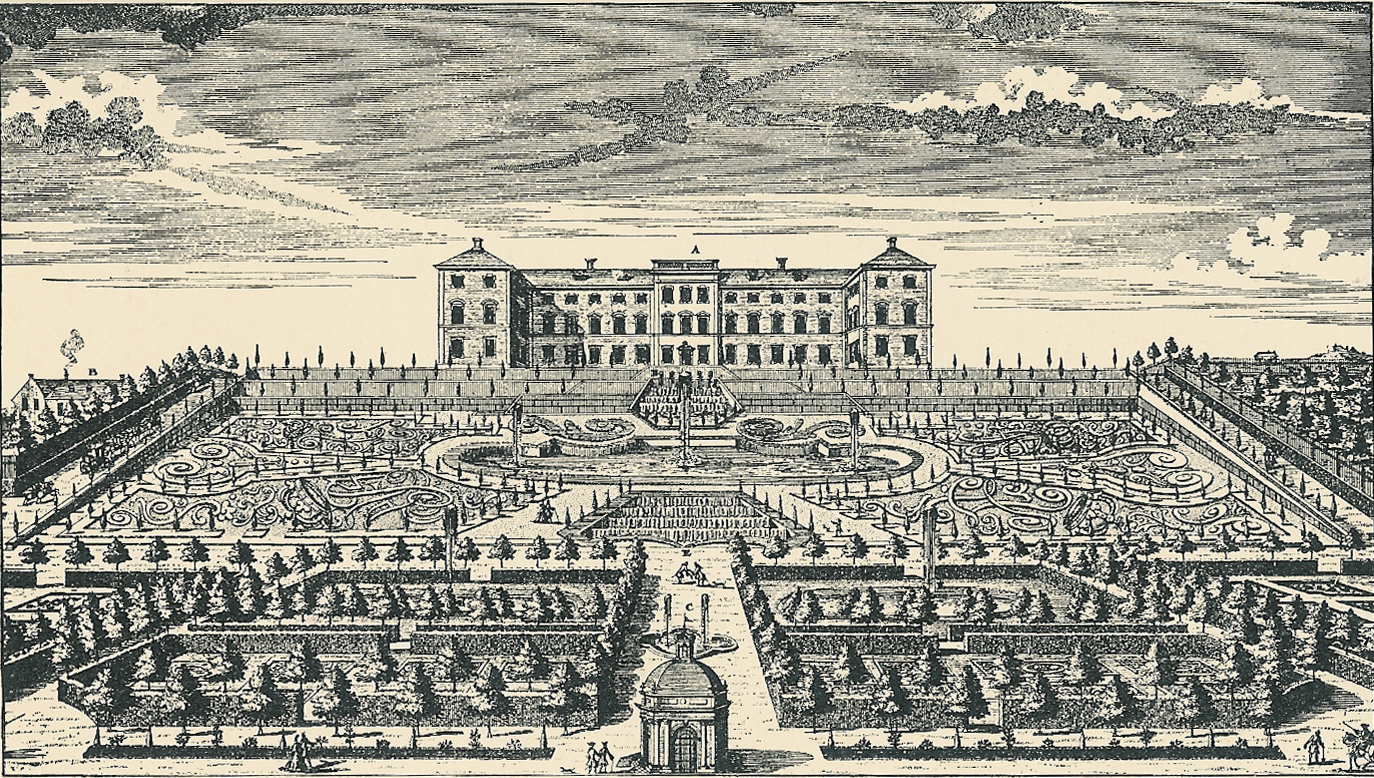
Дворец Фредериксберг, гравюра 1718 года.

История Фредериксберга начинается с 2 июня 1651 года, когда король Дании и Норвегии Фредерик III даровал право нескольким десяткам датско-голландским семей поселиться в районе Аллегаде (дат. Allégade). Был основан город, получивший название Ню-Амагер (дат. Ny Amager) или Ню-Холленнербю (дат. Ny Hollænderby). Однако сельское хозяйство в Ню-Амагере было не очень успешным, а 1697 году бо́льшая часть города была уничтожена при пожаре. В связи с этим жители не могли платить налоги, и земля вновь вернулась в королевскую собственность (королём уже был сын Фредерика — Кристиан V).
По заказу короля Фредерика IV в период между 1700 и 1703 года был построен дворец Фредериксберг. Построенный в стиле итальянского барокко архитектором Эрнстом Бранненбургером дат. Ernst Brandenburger), дворец располагался на вершине холма Валбю (дат. Valby Bakke). В связи с этим у подножия холма началось восстановление города. Его название было изменено на Фредериксберг. Часть домов была выкуплена богатыми жителями Копенгагена в качестве загородных домов. Таким образом состав населения изменился. Были открыты гостиницы и рестораны, весьма популярные у знати, которая на лето покидала тесную столицу (учитывая, что королевская семья также активно пользовалась новым дворцом, знать желала быть поближе к венценосным особам).

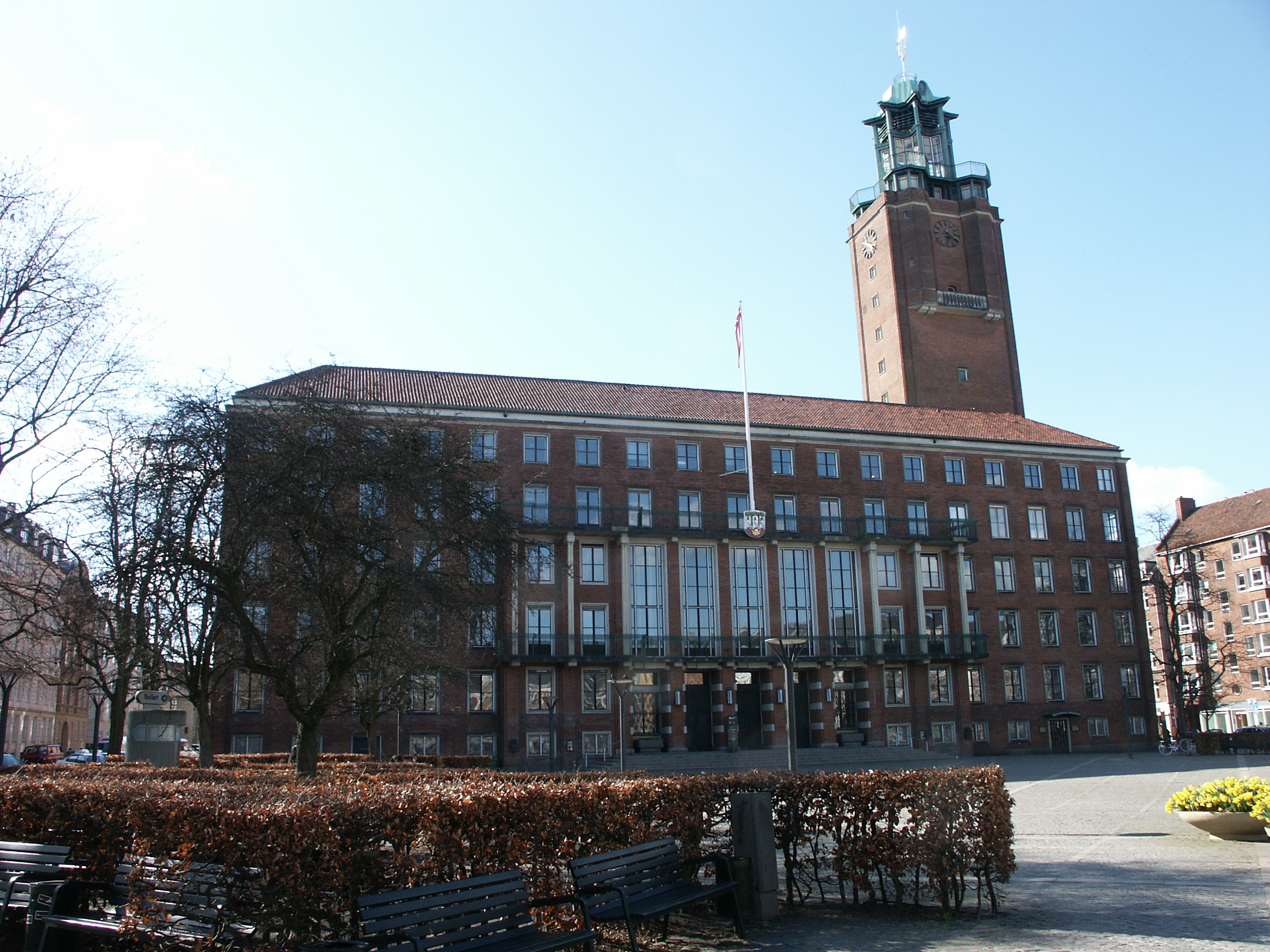
Ратуша Фредериксберга, 2006 год.

Вначале город рос медленно, численность населения в 1700 году составляла 1000 человек, в 1800 году — 1200, в 1850 году — 3000 человек. Но когда в 1852 году парламентом было отменено ограничение, запрещающее строительство вне городских стен Копенгагена, почти сразу же во Фредериксберге начали появляться многочисленные жилые кварталы. Город разрастался начиная с восточной части, ближней к Копенгагену, и заканчивая западной частью, наиболее удаленной от столицы. Это привело к быстрому росту населения (в 1900 году численность населения составляла 80 000 человек, а к 1950 году уже достигла 120 000 человек).
В настоящее время Фредериксберг состоит в большинстве своём из жилых домов (от трёх до пяти этажей), отдельностоящих особняков, больших парков. Промышленные предприятия занимают всего несколько небольших кварталов. В связи с этим Фредериксберг считается одним из наиболее престижных районов Копенгагена, де-юре сохраняя независимый городской статус.

## Образование

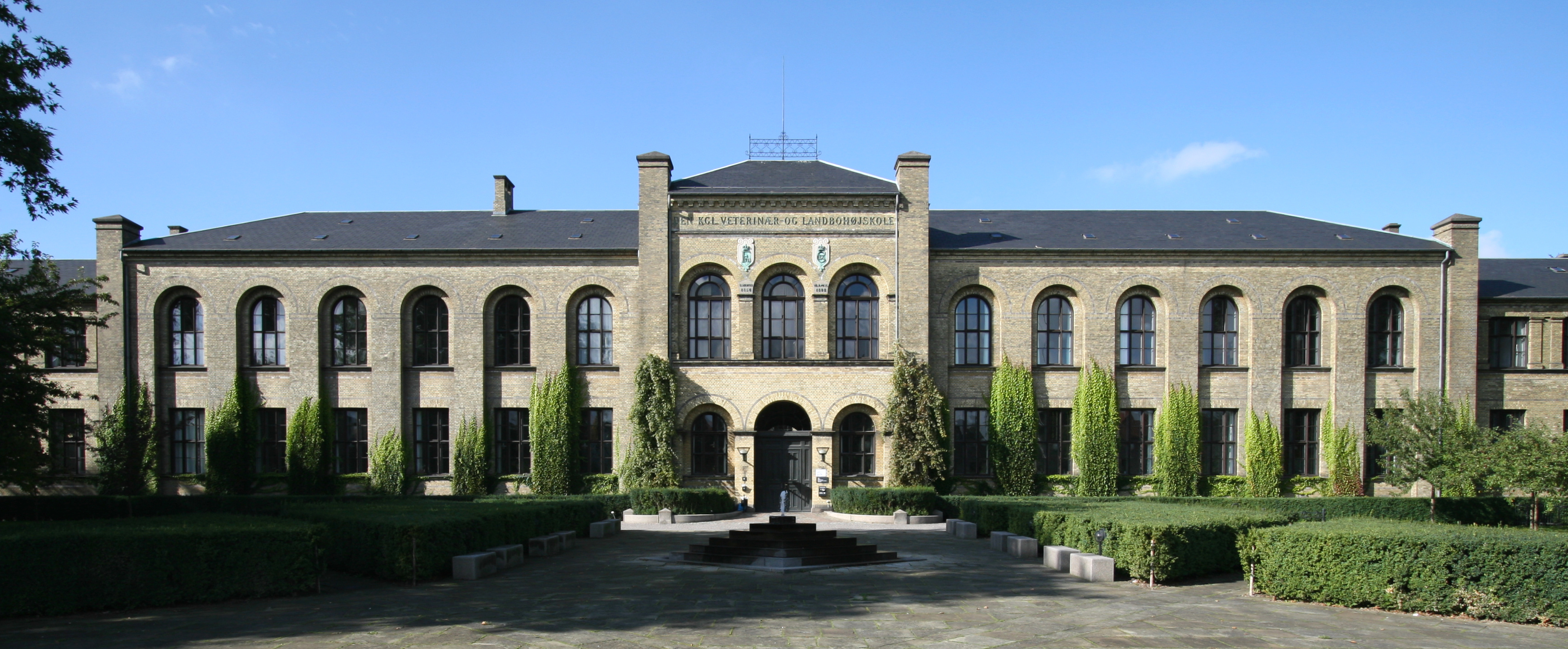
Корпус факультета биологии университета Копенгагена, Фредериксберг, 2006 год.

В городе расположены 11 школ (9 в ведении муниципалитета и 3 частных), 1 техникум, Копенгагенская школа бизнеса (дат. Handelshøjskolen i København или CBS, от англ. Copenhagen Business School), факультет биологии Копенгагенского университета (дат. Det Biovidenskabelige Fakultet for Fødevarer, Veterinærmedicin og Naturressourcer или LIFE, от англ. Faculty of Life Sciences).

## Достопримечательности
Во Фредериксберге расположены следующие достопримечательности:
- Дворец Фредериксберг;
- Копенгагенский зоопарк.

## Транспорт

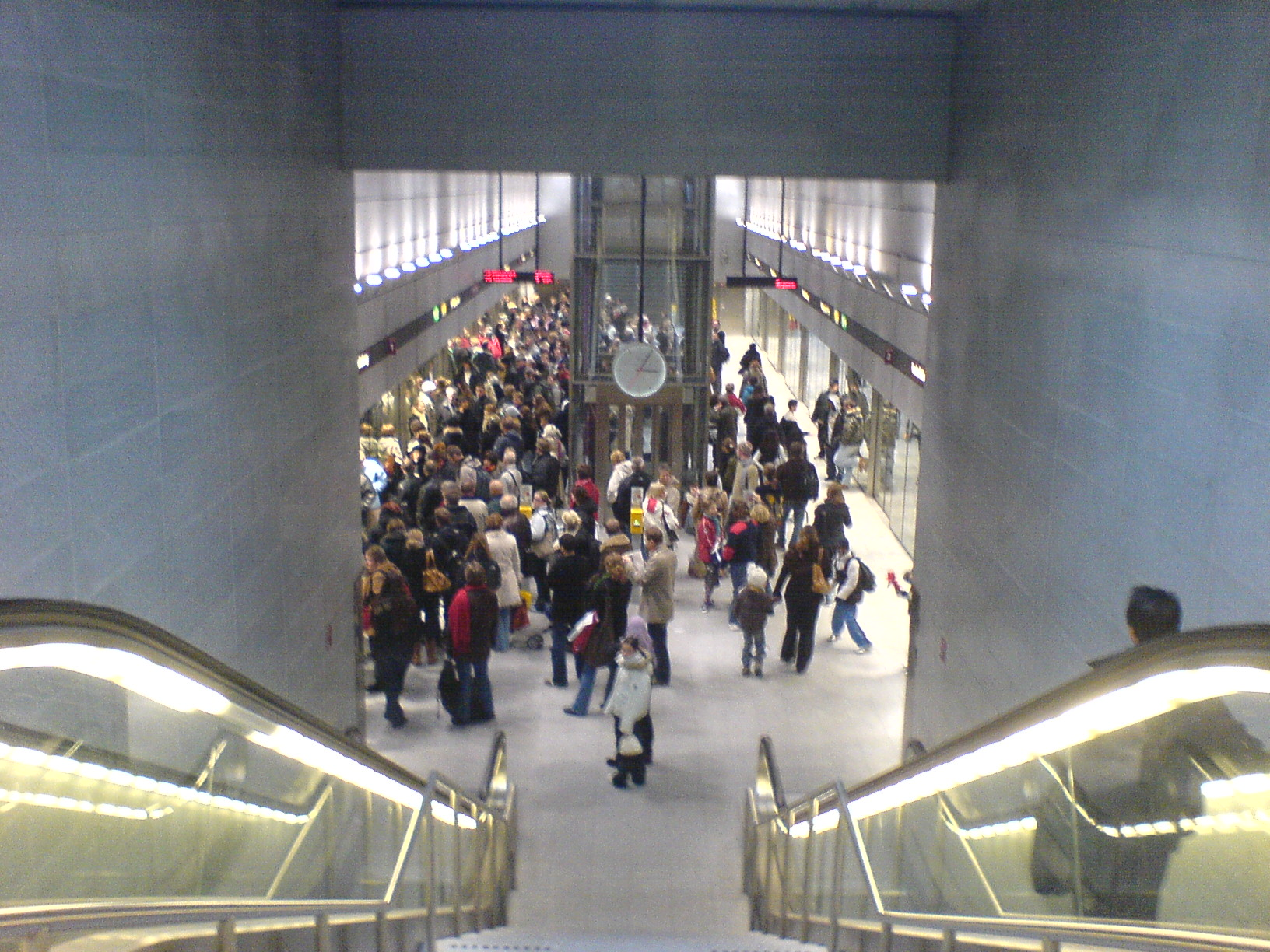
Станция метро «Фредериксберг», 2005 год.

Железнодорожная станция Фредериксберг была открыта 17 октября 1864 года, и являлась крупным железнодорожным узлом, соединяющим четыре направления. Через Фредериксбург шли как грузовые, так и пассажирские перевозки. В 1934 году во Фредериксберге была оборудована станция S-поезда, в связи с чем были построены новая платформа и новое здание вокзала. В 1995 году вокзал был разрушен, а на его месте было решено строить торговый центр. 20 июня 1998 года движение S-поездов через станцию было прекращено.
19 мая 2003 года была открыта станция Копенгагенского метрополитена Frederiksberg, являющаяся соединительной станцией между линиями M1 и M2. После того, как в 2018 году будет закончена кольцевая линия, через станцию Frederiksberg будет так же проходить линия M3.

## Города-побратимы
Согласно официальному сайту муниципалитета Фредериксберг, город имеет следующие города-побратимы:
- Уппсала (Швеция), с 1947 года;
- Берум (Норвегия), с 1948 года;
- Хямеэнлинна (Финляндия), с 1948 года;
- Хабнарфьордюр (Исландия), с 1948 года;
- Тарту (Эстония), с 1991 года;
- Паланга (Литва), с 1993 года;
- Цесис (Латвия), с 1996 года.

## Персоналии
- Михаэль Лаудруп (р. 1964) — датский футболист
- Гвили Андре (1907—1959) — датская фото-модель и киноактриса.
- Бьерре, Нильс Якоб Якобсен (1864—1942) — датский художник.
- Хак Кампманн (1856—1920) — датский архитектор.